# 茹卡斯
茹卡斯是巴西塞阿拉州的一个市镇。总面积937.18平方公里，总人口22778人，人口密度24.3人/平方公里。